# 닉스타말화

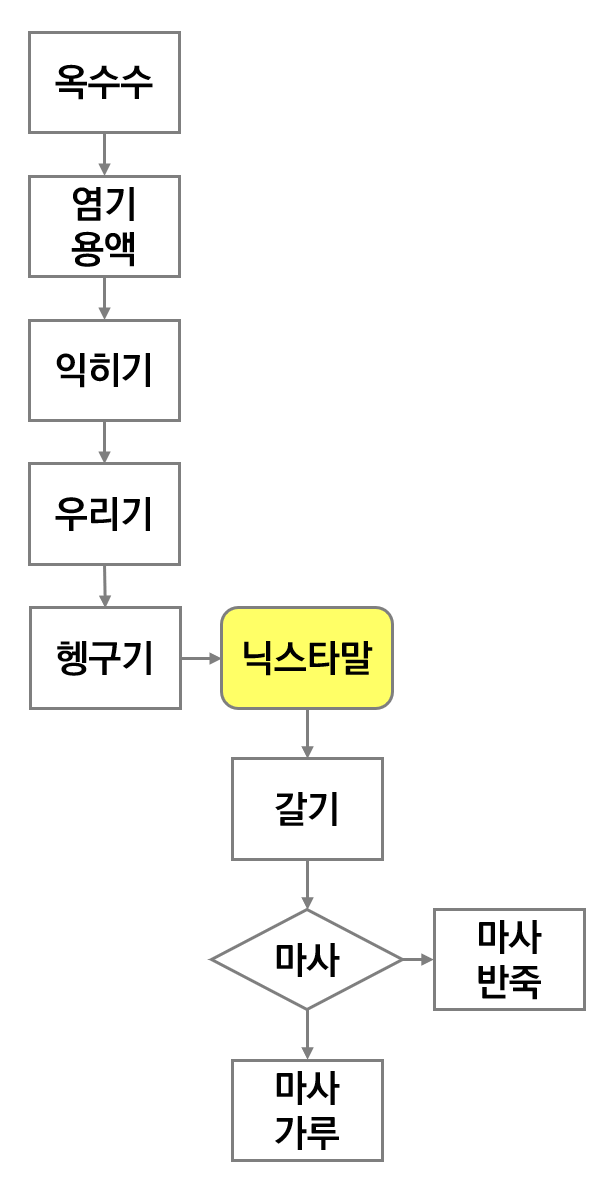
닉스타말화 과정 순서도

닉스타말화(nixtamal+化)는 옥수수나 다른 곡물을 염기성 용액(주로 석회수이지만, 때때로 잿물)에 담가 두었다가 그 용액에 끓여서 씻고 껍질을 벗기는 과정이다. 이때 곰팡이독에 감염된 옥수수 속 독성 물질인 아플라톡신이 97~100% 제거된다.

## 사진 갤러리

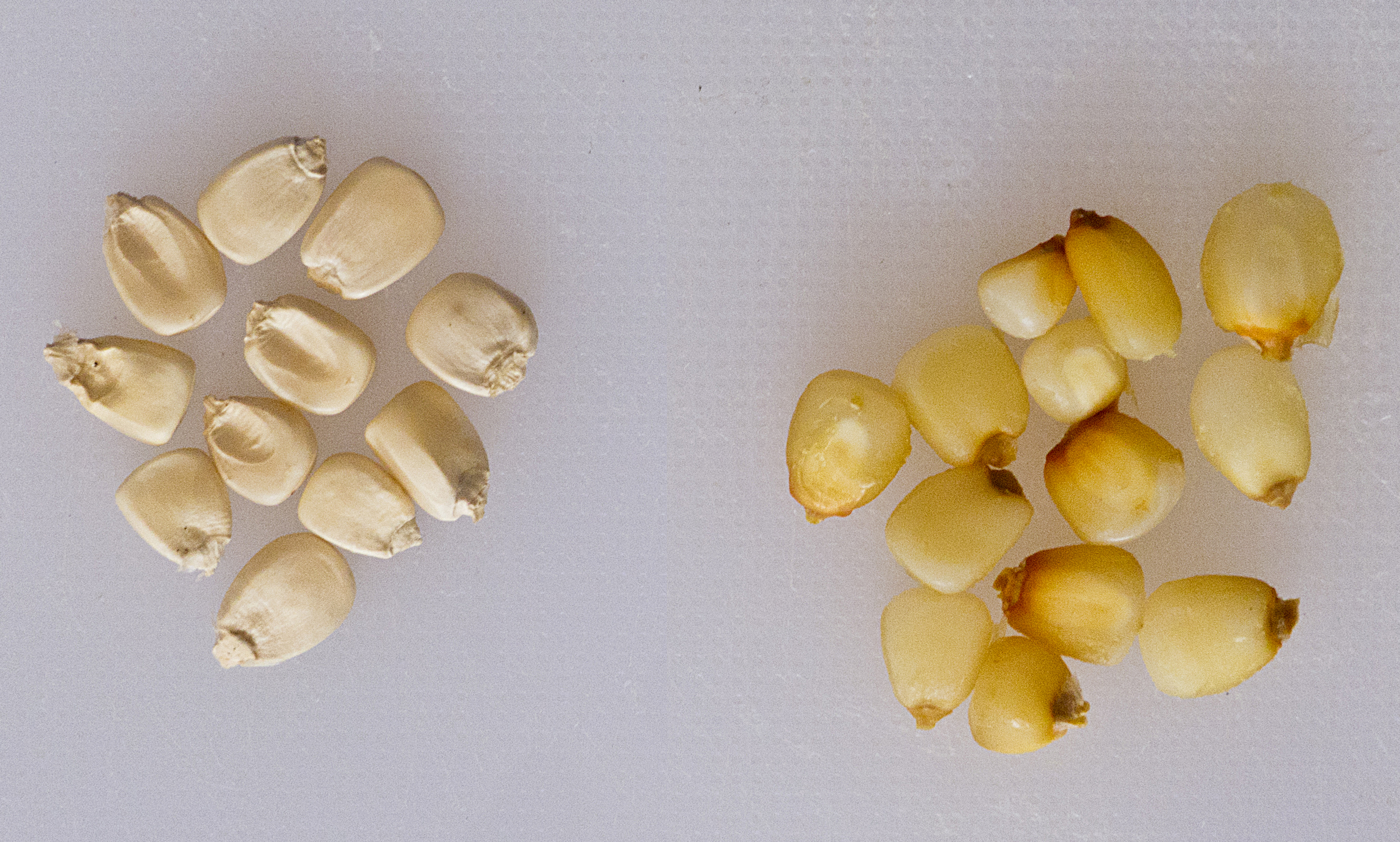
닉스타말화 전후의 옥수수

## 같이 보기
- 닉스타말
- 마사